# Crestline (Kalifornien)
Crestline ist ein census-designated place (CDP) im San Bernardino County im US-Bundesstaat Kalifornien, Vereinigte Staaten. Das U.S. Census Bureau hat bei der Volkszählung 2020 eine Einwohnerzahl von 11.650 ermittelt. Die geographischen Koordinaten sind: 34,25° Nord, 117,30° West. Das Stadtgebiet hat eine Größe von 28,5 km².